# Ред, законност и справедливост
„Ред, законност и справедливост“ (РЗС) е българска политическа партия, основана през декември 2005 г. по време на четвъртия извънреден конгрес на партия НС-БЗНС, на който НС-БЗНС е закрита. Ръководител (председател) на новата партия става предложеният от дотогавашния лидер на НС-БЗНС Яне Янев бивш конституционен съдия Георги Марков. Янев е избран за главен секретар. След загубените от него президентски избори през следващата година, Марков подава оставка.
Адресът на централата на партията е София, ул. „Врабча“ 12 А.

## История

### Президентски избори през 2006 г.
На изборите за президент на България през 2006 г. партията издига Марков за кандидат-президент и той получава 75 478 гласа (2,716%). В края на ноември Марков си подава оставката като председател на РЗС и тя е приета. Обявено е, че до следващия редовен конгрес на партията, който е насрочен за септември 2007, изпълняващ длъжността ще бъде Яне Янев.

### Избори за Европейски парламент през 2007 г.
На изборите за Европарламент през 2007 г. РЗС издига на челно място в своята листа кандидатурите на петте медицински сестри, осъдени на смърт в Либия, и д-р Здравко Георгиев, следвани от журналиста Васил Сотиров. ЦИК обаче не вписва шестимата медици с аргумента, че те не са пребивавали в България или друга страна от ЕС през последните 2 години, както се изисква от избирателния закон. Така единственият кандидат в листата остава Сотиров. РЗС печели 0,47% от гласовете (9147 гласа).

### Избори за Европейски парламент през 2009 г.
На изборите за Европейски парламент през 2009 година РЗС печели 4,67% от гласовете (120 280 гласа), които не са достатъчни за спечелването на мандат.

### Парламентарни избори през 2009 г.
| Резултати от парламентарните избори в България на 5 юли 2009 година                                                                                  | Резултати от парламентарните избори в България на 5 юли 2009 година | Резултати от парламентарните избори в България на 5 юли 2009 година | Резултати от парламентарните избори в България на 5 юли 2009 година | Резултати от парламентарните избори в България на 5 юли 2009 година | Резултати от парламентарните избори в България на 5 юли 2009 година | Резултати от парламентарните избори в България на 5 юли 2009 година | Резултати от парламентарните избори в България на 5 юли 2009 година | Резултати от парламентарните избори в България на 5 юли 2009 година | Резултати от парламентарните избори в България на 5 юли 2009 година |
| № | Кандидатска листа                                                   | Гласове (за пропорционални мандати)                                 | Гласове (за пропорционални мандати)                                 | Дял от гласовете (за пропорционални мандати)                        | Дял от гласовете (за пропорционални мандати)                        | Пропорционални мандати                                              | Мажоритарни мандати                                                 | Общо мандати                                                        | Общо мандати                                                        |
| № | Кандидатска листа                                                   | брой                                                                | +/−                                                                 | %                                                                   | +/−                                                                 | Пропорционални мандати                                              | Мажоритарни мандати                                                 | брой                                                                | +/−                                                                 |
| --- | ------------------------------------------------------------------- | ------------------------------------------------------------------- | ------------------------------------------------------------------- | ------------------------------------------------------------------- | ------------------------------------------------------------------- | ------------------------------------------------------------------- | ------------------------------------------------------------------- | ------------------------------------------------------------------- | ------------------------------------------------------------------- |
| 1 | Ред, законност и справедливост                                      | 174 582                                                             | —                                                                   | 4,13                                                                | —                                                                   | 10                                                                  | 0                                                                   | 10                                                                  | —                                                                   |
| 2 | ЛИДЕР                                                               | 137 795                                                             | —                                                                   | 3,26                                                                | —                                                                   | 0                                                                   | 0                                                                   | 0                                                                   | —                                                                   |
| 3 | ГЕРБ                                                                | 1 678 641                                                           | —                                                                   | 39,72                                                               | —                                                                   | 91                                                                  | 26                                                                  | 117                                                                 | —                                                                   |
| 4 | Движение за права и свободи                                         | 610 521                                                             | +143 121                                                            | 14,45                                                               | +1,64                                                               | 32                                                                  | 5                                                                   | 37                                                                  | +3                                                                  |
| 5 | Атака                                                               | 395 733                                                             | +98 885                                                             | 9,36                                                                | +1,22                                                               | 21                                                                  | 0                                                                   | 21                                                                  | 0                                                                   |
| 6 | Коалиция за България                                                | 748 147                                                             | −381049                                                             | 17,70                                                               | −13,25                                                              | 40                                                                  | 0                                                                   | 40                                                                  | −42                                                                 |
| 7 | Съюз на патриотичните сили „Защита“                                 | 6 368                                                               | —                                                                   | 0,15                                                                | —                                                                   | 0                                                                   | 0                                                                   | 0                                                                   | —                                                                   |
| 8 | НДСВ                                                                | 127 470                                                             | −597 844                                                            | 3,02                                                                | −16,86                                                              | 0                                                                   | 0                                                                   | 0                                                                   | −53                                                                 |
| 9 | Коалиция БЗНС                                                       | —                                                                   | —                                                                   | —                                                                   | —                                                                   | —                                                                   | —                                                                   | —                                                                   | —                                                                   |
| 10 | Българска лява коалиция                                             | 8 762                                                               | —                                                                   | 0,21                                                                | —                                                                   | 0                                                                   | 0                                                                   | 0                                                                   | —                                                                   |
| 11 | Партия на либералната алтернатива и мира                            | 2 828                                                               | —                                                                   | 0,07                                                                | —                                                                   | 0                                                                   | —                                                                   | 0                                                                   | —                                                                   |
| 12 | Зелените                                                            | 21 841                                                              | —                                                                   | 0,52                                                                | —                                                                   | 0                                                                   | 0                                                                   | 0                                                                   | —                                                                   |
| 13 | Политическо движение „Социалдемократи“                              | 5 004                                                               | —                                                                   | 0,12                                                                | —                                                                   | 0                                                                   | —                                                                   | 0                                                                   | —                                                                   |
| 14 | ВМРО – БНД                                                          | —                                                                   | —                                                                   | —                                                                   | —                                                                   | —                                                                   | —                                                                   | —                                                                   | —                                                                   |
| 15 | Другата България                                                    | 3 455                                                               | —                                                                   | 0,08                                                                | —                                                                   | 0                                                                   | —                                                                   | 0                                                                   | —                                                                   |
| 16 | Обединение на българските патриоти                                  | 2 175                                                               | —                                                                   | 0,05                                                                | —                                                                   | 0                                                                   | 0                                                                   | 0                                                                   | —                                                                   |
| 17 | Национално движение за спасение на Отечеството                      | 1 874                                                               | —                                                                   | 0,04                                                                | —                                                                   | 0                                                                   | 0                                                                   | 0                                                                   | —                                                                   |
| 18 | Български национален съюз – НД                                      | 3 813                                                               | —                                                                   | 0,09                                                                | —                                                                   | 0                                                                   | 0                                                                   | 0                                                                   | —                                                                   |
| 19 | Синята коалиция                                                     | 285 662                                                             | —                                                                   | 6,76                                                                | —                                                                   | 15                                                                  | 0                                                                   | 15                                                                  | —                                                                   |
| 20 | За Родината ДГИ – НЛ                                                | 11 524                                                              | —                                                                   | 0,27                                                                | —                                                                   | 0                                                                   | —                                                                   | 0                                                                   | —                                                                   |
| 21 | Валентин Милтенов                                                   | —                                                                   | —                                                                   | —                                                                   | —                                                                   | —                                                                   | 0                                                                   | 0                                                                   | —                                                                   |
| ОБЩО: | ОБЩО:                                                               | 4 226 195                                                           | —                                                                   | 100,00                                                              | —                                                                   | 209                                                                 | 31                                                                  | 240                                                                 | —                                                                   |
| \| \| \| \| \| получава мандати \| \| 0 \| не получава мандати \| \| — \| не участва \| \| +/− \| разлика спрямо предходните парламентарни избори \| |                                                                     |                                                                     |                                                                     |                                                                     |                                                                     |                                                                     |                                                                     |                                                                     |                                                                     |
| |                                                                     |                                                                     |                                                                     |                                                                     |                                                                     |                                                                     |                                                                     |                                                                     |                                                                     |
| | получава мандати                                                    |                                                                     |                                                                     |                                                                     |                                                                     |                                                                     |                                                                     |                                                                     |                                                                     |
| 0 | не получава мандати                                                 |                                                                     |                                                                     |                                                                     |                                                                     |                                                                     |                                                                     |                                                                     |                                                                     |
| — | не участва                                                          |                                                                     |                                                                     |                                                                     |                                                                     |                                                                     |                                                                     |                                                                     |                                                                     |
| +/− | разлика спрямо предходните парламентарни избори                     |                                                                     |                                                                     |                                                                     |                                                                     |                                                                     |                                                                     |                                                                     |                                                                     |

На парламентарните избори през 2009 г. партия „Ред, законност и справедливост“ печели 10 депутатски места (4,13%). РЗС създават своя група, която просъществува до 9 декември 2009 година. На тази дата Председателят на Народното събрание Цецка Цачева прочита от парламентарната трибуна заявлението на Марио Тагарински за напускане на групата на РЗС. Така групата на РЗС официално престава да съществува, тъй като правилникът на XLI народно събрание гласи, че минимумът за парламентарна група е 10 души.

## Президентски избори през 2011 г.
За кандидат за президент на РЗС през 2011 г. е избран Атанас Семов, заместник-председател и един от основателите на партията.